# Нудьга Валерія Борисівна
Валерія Борисівна Нудьга (12 грудня 2002) — українська волейболістка, діагональний нападник. Гравець національної збірної.

## Із біографії
У складі національної збірної дебютувала в розіграші Європейської волейбольної ліги 2025 року.

## Клуби
| Роки      | Команди                     |
| --------- | --------------------------- |
| 2018—2019 | «Новатор» (Хмельницький)    |
| 2019—2021 | «Політехніка» (Гливиці)     |
| 2021—2022 | «Аланта» (Дніпро)           |
| 2022—2024 | «Маккабі» (Хадера)          |
| 2023—2024 | «Болу Беледієспор»          |
| 2023—2024 | «Айдин Беледієспор» (Айдин) |
| 2024—2025 | БЕСК (Бозююк)               |
| 2025—     | «Заон» (Кіфісія)            |

## Досягнення
Європейська волейбольна ліга 
- Перше місце (1): 2025

## Статистика
У збірній:
| Рік    | Турнір          | Ігри | Сети | Очки | Ср. | Місце | Примітки |
| ------ | --------------- | ---- | ---- | ---- | --- | ----- | -------- |
| 2025   | Золота євроліга | 4    | 5    | 2    | 0,4 | 1     |          |
| Всього | Всього          |      |      |      | ,   |       |          |